# وقاية (الحيمة الخارجية)

تعديل مصدري - تعديل

وقاية هي إحدى قرى عزلة ضابي سهام بمديرية الحيمة الخارجية التابعة لمحافظة صنعاء، بلغ تعداد سكانها 378 نسمة حسب تعداد اليمن لعام 2004.